# Citrus cavaleriei
Il limone di Ichang (Citrus cavaleriei H.Lév. ex Cavalerie, 1911) è un albero della famiglia delle Rutacee endemico della Cina.

## Descrizione
La pianta è un piccolo albero, molto spinoso e con piccioli fogliari alati, simili a quelli della combava.
L'ichang non si consuma come frutto fresco, anche perché la polpa è quasi totalmente sostituita dai semi che possono raggiungere anche 15 mm di diametro. 

## Distribuzione e habitat
La specie è endemica della Cina e deve il suo nome alla città di Yichang (宜昌), nella provincia cinese di Hubei.

## Coltivazione
La caratteristica della pianta è di mostrare una notevole ed inconsueta resistenza al freddo che, con l'eccezione di Citrus trifoliata, è tra le maggiori del genere Citrus. Di fatto tollera temperature moderatamente inferiori allo zero centigrado, ed ambiente alquanto umido. Per tali ragioni è spesso coltivata all'aperto ai margini o al di fuori della fascia detta degli agrumi, in clima più freddo.